# Coppa Italia Dilettanti 1999-2000
La Coppa Italia Dilettanti 1999-00 di calcio si disputa tra marzo e maggio 2000, la vincitrice accede direttamente alla Serie D. Nel caso in cui sia già stata promossa in D per la posizione in classifica nel suo campionato, accede alla Serie D la finalista perdente. Se anch'essa è stata già promossa in D, sarà promossa la migliore delle semifinaliste, e se anche la migliore semifinalista è già promossa, ha diritto alla Serie D l'altra semifinalista, e così via.

## Squadre partecipanti
| Regione                  | Squadra                    | Città (provincia)          |
| ------------------------ | -------------------------- | -------------------------- |
| Piemonte e Valle d'Aosta | Gravellona                 | Gravellona Toce (VB)       |
| Liguria                  | Savona                     | Savona                     |
| Lombardia                | Colognese                  | Cologno al Serio (BG)      |
| Trentino-Alto Adige      | Bolzano                    | Bolzano                    |
| Veneto                   | Radio Birikina Luparense   | San Martino di Lupari (PD) |
| Friuli-Venezia Giulia    | Sacilese                   | Sacile (PN)                |
| Emilia-Romagna           | Poggese                    | Poggio Rusco (MN)          |
| Toscana                  | Scandicci                  | Scandicci (FI)             |
| Umbria                   | Cesi                       | Terni                      |
| Marche                   | Cagliese                   | Cagli (PU)                 |
| Lazio                    | Ferentino                  | Ferentino (FR)             |
| Abruzzo                  | Celano                     | Celano (AQ)                |
| Molise                   | San Giorgio Collathia      | Chieuti (FG)               |
| Campania                 | Ercolano 1924              | Ercolano (NA)              |
| Puglia                   | Castellaneta               | Castellaneta (TA)          |
| Basilicata               | A.C. Matera Promos Consult | Matera                     |
| Calabria                 | Comprensorio Capo Vaticano | Ricadi (VV)                |
| Sicilia                  | Orlandina                  | Capo d'Orlando (ME)        |
| Sardegna                 | Arbus Demontis Petroli     | Arbus (VS)                 |

## Fase eliminatoria a gironi
Le 19 squadre partecipanti al primo turno (08-15-22 marzo) sono state divise in 8 gironi:
- I gironi A, C e D sono composti da 3 squadre;
- I gironi B, E, F, G e H sono composti da 2 squadre.

I giorni sono stati sorteggiati come segue:
| Girone A   | Girone B               | Girone C  | Girone D  | Girone E              | Girone F       | Girone G              | Girone H                   |
| ---------- | ---------------------- | --------- | --------- | --------------------- | -------------- | --------------------- | -------------------------- |
| Colognese  | Arbus Demontis Petroli | Sacilese  | Cagliese  | Ercolanese            | Celano Olimpia | Castellaneta          | Comprensorio Capo Vaticano |
| Gravellona | Ferentino              | Luparense | Poggese   | San Giorgio Collathia | Cesi           | Matera Promos Consult | Orlandina                  |
| Savona     |                        |           | Scandicci |                       |                |                       |                            |

### Girone A
| Squadra       | P.ti | G | V | N | P | GF | GS | DR |
| ------------- | ---- | - | - | - | - | -- | -- | -- |
| 1. Gravellona | 6    | 2 | 2 | 0 | 0 | 2  | 0  | +2 |
| 2. Colognese  | 3    | 2 | 1 | 0 | 1 | 2  | 2  | +0 |
| 3. Savona     | 0    | 2 | 0 | 0 | 2 | 1  | 3  | -2 |

| Data       | Ora   | Squadra #1 | Squadra #2 | Risultato | Riposa     |
| ---------- | ----- | ---------- | ---------- | --------- | ---------- |
| 08.03.2000 | 15:00 | Gravellona | Savona     | 1 - 0     | Colognese  |
| 15.03.2000 | 15:00 | Savona     | Colognese  | 1 - 2     | Gravellona |
| 23.03.2000 | 15:00 | Colognese  | Gravellona | 0 - 1     | Savona     |

### Girone B
| Data       | Ora   | Squadra #1             | Squadra #2             | Risultato |
| ---------- | ----- | ---------------------- | ---------------------- | --------- |
| 08.03.2000 | 15:00 | Ferentino              | Arbus Demontis Petroli | 0 - 1     |
| 23.03.2000 | 15:00 | Arbus Demontis Petroli | Ferentino              | 2 - 0     |

Qualificata/o:  Arbus Demontis Petroli

### Girone C
| Data       | Ora   | Squadra #1 | Squadra #2 | Risultato |
| ---------- | ----- | ---------- | ---------- | --------- |
| 08.03.2000 | 15:00 | Sacilese   | Luparense  | 0 - 0     |
| 23.03.2000 | 15:00 | Luparense  | Sacilese   | 1 - 3     |

Qualificata/o:  Sacilese

### Girone D
| Squadra      | P.ti | G | V | N | P | GF | GS | DR |
| ------------ | ---- | - | - | - | - | -- | -- | -- |
| 1. Cagliese  | 4    | 2 | 1 | 1 | 0 | 3  | 2  | +1 |
| 2. Scandicci | 3    | 2 | 1 | 0 | 1 | 5  | 4  | +1 |
| 3. Poggese   | 1    | 2 | 0 | 1 | 1 | 3  | 5  | -2 |

| Data       | Ora   | Squadra #1 | Squadra #2 | Risultato | Riposa    |
| ---------- | ----- | ---------- | ---------- | --------- | --------- |
| 08.03.2000 | 15:00 | Cagliese   | Scandicci  | 2 - 1     | Poggese   |
| 15.03.2000 | 15:00 | Scandicci  | Poggese    | 4 - 2     | Cagliese  |
| 23.03.2000 | 15:00 | Poggese    | Cagliese   | 1 - 1     | Scandicci |

### Girone E
| Data       | Ora   | Squadra #1            | Squadra #2            | Risultato |
| ---------- | ----- | --------------------- | --------------------- | --------- |
| 15.03.2000 | 15:00 | San Giorgio Collathia | Ercolanese            | 2 - 2     |
| 23.03.2000 | 15:00 | Ercolanese            | San Giorgio Collathia | 3 - 0     |

Qualificata/o:  Ercolanese

### Girone F
| Data       | Ora   | Squadra #1     | Squadra #2     | Risultato |
| ---------- | ----- | -------------- | -------------- | --------- |
| 08.03.2000 | 15:00 | Celano Olimpia | Cesi           | 1 - 0     |
| 23.03.2000 | 15:00 | Cesi           | Celano Olimpia | 3 - 3     |

Qualificata/o:  Celano Olimpia

### Girone G
| Data       | Ora   | Squadra #1            | Squadra #2            | Risultato |
| ---------- | ----- | --------------------- | --------------------- | --------- |
| 08.03.2000 | 15:00 | Castellaneta          | Matera Promos Consult | 1 - 0     |
| 15.03.2000 | 15:00 | Matera Promos Consult | Castellaneta          | 1 - 2     |

Qualificata/o:  Castellaneta

### Girone H
| Data       | Ora   | Squadra #1                 | Squadra #2                 | Risultato |
| ---------- | ----- | -------------------------- | -------------------------- | --------- |
| 08.03.2000 | 15:00 | Orlandina                  | Comprensorio Capo Vaticano | 4 - 1     |
| 23.03.2000 | 15:00 | Comprensorio Capo Vaticano | Orlandina                  | 0 - 1     |

Qualificata/o:  Orlandina

## Fase a eliminazione diretta

### Quarti di Finale
| Squadra 1              | Totale | Squadra 2    | Andata     | Ritorno    |
| ---------------------- | ------ | ------------ | ---------- | ---------- |
|                        |        |              | 29.03.2000 | 05.04.2000 |
| Arbus Demontis Petroli | 2 - 7  | Gravellona   | 2 - 0      | 0 - 7      |
| Sacilese               | 2 - 0  | Cagliese     | 1 - 0      | 1 - 0      |
| Ercolanese             | 1 - 0  | Celano       | 1 - 0      | 0 - 0      |
| Orlandina              | 3 - 1  | Castellaneta | 2 - 0      | 1 - 1      |

### Semifinali
| Squadra 1  | Totale | Squadra 2 | Andata     | Ritorno    |
| ---------- | ------ | --------- | ---------- | ---------- |
|            |        |           | 12.04.2000 | 19.04.2000 |
| Gravellona | 2 - 6  | Sacilese  | 2 - 1      | 0 - 5      |
| Ercolanese | 1 - 5  | Orlandina | 1 - 1      | 0 - 4      |

### Finale
| Squadra 1 | Totale          | Squadra 2 | Andata     | Ritorno    |
| --------- | --------------- | --------- | ---------- | ---------- |
|           |                 |           | 03.05.2000 | 10.05.2000 |
| Sacilese  | 2 - 2 (4-5 dtr) | Orlandina | 2 - 0      | 0 - 2      |

| Arbitro: | Mazzoleni (Bergamo) |

| |            | |
| Chiavutta 52’ Giust 88’ | Marcatori  | |
| Dalla Libera (67' Giavon) Alessandro Pessot Rossetti Andrea Toffolo Fabio Toffolo Giust Beacco (82' Perosa) Zavagno Moras Pagotto (32' Collodel) Chiavutta | Formazioni | · Genovese · Emanuele · Paruta (58' Peri) · Grillo · Torriello · Davide Corona · Ciulla (60' Schembri) · De Lisi · Cannistracci · Pietro Corona · Tribuna |
| Salvadori | Allenatori | Capodicasa |

| Arbitro: | Banti (Livorno) |

|                                                                                               |                      | |
| D. Corona 45+2’ Cannistracci 66’                                                              | Marcatori            | |
| Grillo D. Corona Delisi Chembri Emanuele Tribuna Ciulla                                       | Tiri di rigore 5 – 4 | Giust Pagotto Collodel A. Toffolo Rosson F. Toffolo Rossetti                                                                                              |
| Vaiana Emanuele Peri Grillo Paruta Davide Corona Ciulla De Lisi Cannistracci Tribuna Schembri | Formazioni           | Dalla Libera Alessio Pessot Rossetti Andrea Toffolo Fabio Toffolo Giust Beacco (67' Giavon) Zavagno Moras (90+3' Rosson) Pagotto Chiavutta (70' Collodel) |
| Capodicasa                                                                                    | Allenatori           | Salvadori |